# Tauschia ehrenbergii
Tauschia ehrenbergii là một loài thực vật có hoa trong họ Hoa tán. Loài này được (H. Wolff) Mathias miêu tả khoa học đầu tiên năm 1930.